# Outbreed
Outbreed – czwarty album House of Krazees wydany w maju 1995 nakładem wytwórni muzycznej Latnem Intertainment.

Na tej EP'ce grupa po raz pierwszy poszła w kierunku stricte hip-hopowym, porzucając mroczny styl znany z wcześniejszych nagrań.

## Lista utworów
| # | Tytuł                  |
| - | ---------------------- |
| 1 | "Intro"                |
| 2 | "Weakness"             |
| 3 | "Call It Wut You Want" |
| 4 | "Deadly Pastymes"      |
| 5 | "Lettin' You Know"     |
| 6 | "It"                   |
| 7 | "Outbreed"             |
| 8 | "Outro"                |